# Friedrich von Buxhoeveden (Landrat)
Baron Friedrich Karl Christoph von Buxhoeveden, auch Friedrich von Buxhöwden oder  Friedrich von Buxhövden (russisch Фридрих Карл Кристоф фон Буксгевден; * 12. Augustjul. / 24. August 1800greg. in Arensburg; † 1. Maijul. / 13. Mai 1866greg. in ebd.), war ein baltischer Landrat.

## Leben

### Herkunft
Friedrich war Angehöriger des Adelsgeschlechts von Buxhoeveden. Er war ein Sohn des russischen Garde-Artillerie-Kapitäns, Kreisgerichts-Assessors sowie Erbherrn auf Rotziküll und Cölljai, Karl Friedrich von Buxhoeveden (1772–1832) und der Amalie, geb. von der Osten-Sacken (1781–1834).

### Werdegang
Buxhoeveden besuchte das Gymnasium in Arensburg und trat als junger Mann in die reitende Artillerie der kaiserlich russischen Armee ein. Er wechselte ins Aleksandria-Husaren-Regiment in Warschau, später ins im Gardejäger-Regiment zu Pferde. Von 1828 bis 1829 kämpfte er im Russisch-Türkischen Krieg und erhielt im Jahr 1830 als Rittmeister seinen Abschied.
Hiernach widmete er sich als Landwirt auf Ösel der Bewirtschaftung seiner Güter Pajomois und Taggafer (1834 bis 1836), Cölljal (seit 1840), Zerell mit Pödra (seit 1842) und Karky (seit 1847) sowie auf den gepachteten Höfen Holmhof, Rösarshof, Ackel und Gothland.
Im Jahr 1834 war er Konventsdeputierter und Landrichter, seit 1849 dann Landrat. Als solcher veranlasste die Gründung der Badeanstalt Romassaar. Als residierender Landrat zeichnete er ebenfalls für die Streulegung die Bauernhöfe verantwortlich und setzte sich für den Bau von Dorfschulen ein. Auch verwendete er sich für die Unterbringung von auf Ösel lebenden Esten in der Industrie auf dem Festland ein.
Er war Mitgründer und von 1842 bis 1861 Mitdirektor der Gesellschaft für Geschichte und Altertumskunde der Ostseeprovinzen Russlands. Im Jahr 1846 hat er das livländische Indigenat erhalten.

### Familie
Er vermählte sich 1824 mit Emma von Rubusch aus dem Hause Kusenöm (1808–1891). Aus der Ehe sind nachstehende Kinder hervorgegangen.
1. Hedwig von Buxhoeveden (1825–1913) ⚭ Charles Baron Freytagh von Loringhoven (1887), Landmarschall
2. Konstantin von Buxhoeveden (1827–1876), russischer Staatsrat, ⚭ 1853 Charlotte Adelheid von Buhrmeister (1833–1911)
3. Emma von Buxhoeveden (1830–1834)
4. Albert von Buxhoeveden (1833–1917), russischer Stabskapitän, ⚭ 1867 Ida von Ekesparre (1841–1928)
5. Selma von Buxhoeveden (1834–1895)
6. Theodor von Buxhoeveden (1836–1892), russischer Garde-Leutnant, ⚭ 1858 (1837–1920)
7. Adelaide von Buxhoeveden (1837–1846)
8. Olga von Buxhoeveden (1839–1841)
9. Adolf von Buxhoeveden (1840–1917), russischer Hofrat, ⚭ 1870 Anette von Toll (1847–1919)
10. Magdalena von Buxhoeveden (1845–1879)

## Werke
- Zweite Fortsetzung von des Herrn Hofraths von Hagemeister Materialien zur Gütergeschichte Livlands, enthaltend Beiträge zu einer älteren Geschichte der Oeseschen Landgüter und ihren Besitzer. Nicolai Kymmel’s Buchhandlung, Riga 1851 (Digitalisat der Bayerischen Staatsbibliothek).